# Regis-Breitingen
Regis-Breitingen är en stad i Landkreis Leipzig i förbundslandet Sachsen i Tyskland. Staden har cirka 3 800 invånare.